# Acridotheres javanicus
Acridotheres javanicus (лат.) — вид воробьинообразных птиц из семейства скворцовых (Sturnidae). Длина тела — 25 см. Оперение тёмно-серое, подхвостье и кончик хвоста белые; клюв и ноги жёлтые. На крылья имеются белые пятна, особенно хорошо заметные во время полёта. На голове длинный гребень. Распространены в Юго-Восточной Азии, где живут преимущественно на открытой местности (на полях, в посёлках и городах), но также встречаются на лесных опушках и в негустых лесах. Избегают лесов с высокой сомнкутостью полога.